# Mamenchisaurus hochuanensis
Mamenchisaurus hochuanensis (zh. "reptil de Mamenchi de Hochuan") es una especie y tipo del género extinto Mamenchisaurus  de dinosaurio saurópodo mamenquisáurido, que vivió a finales del período Jurásico, hace aproximadamente entre 163 a 145 millones de años, desde el Oxfordiense al Titoniense, en lo que hoy es Asia.  Mamenchisaurus hochuanensis probablemente era mucho más grande que la especie tipo. El espécimen más grande descubierto de esta especie se estimó en 22 metros de largo. Las estimaciones de peso de este espécimen varían de 14,3 a 18,17 toneladas dependiendo del estudio.
En 1972 fue descubierta en la Formación Shangshaximiao. El holotipo de esta es el espécimen GCC V 20401, un esqueleto sin cráneo de la misma formación que la especie tipo. Conocida por los restos de al menos 5 individuos, Mamenchisaurus hochuanensis, tiene un cuello de alrededor de 9,5 metros de largo, un largo total de 22 metros y 3,5 metros a la cruz y 48 toneladas de peso. Hasta 1994, cuando el Sauroposeidon que fuera descubierto en Estados Unidos, con un cuello estimado de entre 10,5 a 11,5 metros fueron los cuellos más largos conocidos, aunque su cuello no excedió el del conocido previamente Supersaurus, con un largo de cuello de entre 13–14 metros. Fue descubierto en Taiping, Hochuan, antes de la Segunda Guerra Mundial, desenterrado en abril de 1957 y descrito por Yang en 1972 después de que el esqueleto fue erigido en 1965 en Beijing  Muchos moldes de este holotipo se hicieron durante la Revolución Cultural y se colocaron en todas partes en China y en el otro mundo comunista, según Yang, que temía por su posición en ese momento, como resultado de la presidencia de Mao Zedong, "para promover la educación a través del conocimiento teórico como una aplicación del materialismo dialéctico ". Los modelos estaban destinados a dar a la población un ejemplo concreto del fenómeno de la evolución que Karl Marx ya había adoptado. Un problema en los moldes fue que las vértebras cervicales del holotipo no estaban separadas entre sí. Para darle al cuello una cierta curvatura en el modelo, se rompió el cuerpo vertebral de muchas vértebras fundidas del cuello, de modo que la disposición parece mostrar las articulaciones donde no estaban.
En 2001, se describió otra muestra de M. hochuanensis. Tenía el cráneo, la cintura escapular y el material de las extremidades anteriores conservados, todos los cuales faltaban en el holotipo . También se encontró con cuatro vértebras de la cola fusionadas, que tienen arcos neurales expandidos y espinas neurales más altas, que pertenecen a la punta de la cola. Se cree que estos podrían ser un arma, como un palo de cola o un órgano sensorial. También se sabe que otros saurópodos chinos como Shunosaurus y Omeisaurus , han tenido "porras de cola" pero difieren en forma a la de M. hochuanensis.